# DESIGNART TOKYO
DESIGNART TOKYO（デザイナートトーキョー）とは、東京各地で同時開催されるデザインアートのイベント・祭典。

## 概要
表参道、渋谷、外苑前、六本木、代官山などのエリアを中心としたデザインとアートを横断するフェスティバルで、『“東京の街全体がミュージアムに”』をモットーに2017年より毎年開催されている。。

## 来場者数
| 年度   | 来場者数     | 期間              |
| ------ | ------------ | ----------------- |
| 2017年 | 約4万2500人  | 10月16日～22日    |
| 2018年 | 約12万人     | 10月19日～28日    |
| 2019年 | 約22万7400人 | 10月18日～27日    |
| 2020年 | 約14万100人  | 10月23日～11月3日 |
| 2021年 | 約18万1600人 | 10月22日～31日    |
| 2022年 | 約20万4300人 | 10月21日～30日    |
| 2023年 | 約21万4500人 | 10月20日～29日    |
| 2024年 | 約22万6700人 | 10月18日～27日    |

## これまで出展・展示したアーティスト
- 田中孝幸 - フラワーアーティスト。
- 瀬尾浩司 - 写真家。
- 氷室友里 - テキスタイルデザイナー。
- 西村ひろあき - デザイナー。
- コエダ小林 - プロダクトデザイナー。
- シーモア・クワスト - アメリカのグラフィックデザイナー。